# 伊藤步
伊藤步（1980年4月14日—）日本女演員，東京都練馬區出生。身高166公分，血型A型。其中一個知名配音的角色為FINAL FANTASY VII的蒂法．洛克哈特。

## 經歷
伊藤步成為演員的關鍵因素為家人的鼓勵。尤其是祖父，希望伊藤步當演員。6歲即開始擔任雜誌的平面模特兒。1993年，參演大林宣彥執導的電影《水之旅人》而正式出道。
1996年，參演岩井俊二執導的電影《燕尾蝶》，獲第20回日本電影金像獎新人獎和優秀主演女優獎。並因拍攝此片，感受到英語的重要性，高中畢業後，前往美國紐約學習10個月的英語。
1999年，演出知名編劇野島伸司的電視劇《脣膏》，以劇中少年感化院的少女一角獲得注目，為個人第一部正規電視劇。
2000年，和知名歌手Chara、YUKI、地脇真由美、YUKARIE組成女子樂團「Mean Machine」，伊藤步為樂團主唱，並化名Ayumi。
2001年，再次參演岩井俊二執導的電影《青春電幻物語》，因角色需要在片中剃光頭的橋段造成話題。2006年，參演中國導演田壯壯執導的電影《吳清源》。
2013年2月，由原經紀公司ANORE移籍Seventh avenue。
2015年1月，初次主演連續劇《那個男子，是高意識系》（NHK）；7月，初次主演民放台連續劇《婚活刑事》。

## 人物
- 老家在岩手縣大船渡市，東京長大。
- 9歲開始學習古典芭蕾。
- 2011年，為了應援東日本大震災而發起並參與當地多個救災活動。

## 主要作品
註：粗體字表主演作品

### 電影
- 1993 《水之旅人》
- 1996 《燕尾蝶》
- 2001 《青春電幻物語》
- 2003 《莎喲娜拉！小黑》
- 2003 《貓頭鷹》
- 2004 《日出前向青春告別》
- 2004 《花與愛麗絲》
- 2004 《Believer》
- 2004 《雨鱒之川》
- 2004 《下弦之月》
- 2005 《Curtain Call》
- 2005 《上海戀香》
- 2006 《還我拇指》
- 2006 《夏日的沖繩（日语：チェケラッチョ!!）》
- 2006 《吳清源》
- 2007 《東京大歌廳》（第9話『好想見你』）
- 2007 《囧男孩的異想世界（日语：遠くの空に消えた）》
- 2008 《TOKYO!》（第1部『室內設計』出演）
- 2008 《青鳥》
- 2009 《手拉你》
- 2010 《BANDAGE》[1]
- 2011 《殺戮都市》- 鮎川映莉子
- 2011 《殺戮都市2 PERFECT ANSWER》- 鮎川映莉子
- 2013 《橫道世之介》- 片瀨千春
- 2013 《Shanidaru之花》 - 田村理惠子
- 2014 《菜鳥評審員》 - 麻里子
- 2015 《Dance! Dance! Dance!》 - YUKINO
- 2016 《The Room》[2]- 主演[3]
- 2017 《晝顏》 - 北野乃里子
- 2017 《關原之戰》 - 蛇白 / 阿茶
- 2019 《男子啦啦隊！！》 - 高城皋月
- 2020 《海邊電影館 ～電影之玉手箱～》 - 川島芳子
- 2022 《NOISE》 - 青木千尋
- 2022 《小孤島大醫生》 - 安藤リカ
- 2023 《忌怪島》 - 井出文子

### 電視劇
- 1998 《世紀末之詩》（最終話）
- 1999 《唇膏》
- 2002 《甜蜜婚禮俏佳人》
- 2002 《遠離家園》
- 2003 《小孤島大醫生》（第7話）
- 2005 《給飛鳥與尚未出世的孩子》
- 2006 《主播台女王》（第9話）
- 2010 《記憶之海（日语：記憶の海）》主演 - 小野里美（四集）
- 2010 《私が初めて創ったドラマ》「左脳系女子の恋」主演・数美（單篇）
- 2011 《太陽公公》 - 高橋夏子
- 2011 《深夜食堂2》イクミ（第4話）[4]
- 2012 《贖罪》 - 村上真由（第4話）
- 2012 《O-PARTS〜オーパーツ〜》 - 榊原明日香
- 2012 《罪と罰 A Falsified Romance》 - 裁喜乃
- 2012 《未来日記-ANOTHER:WORLD-》  - 須藤霧海（第7話- 最終話）
- 2012 《不結婚》 - 河野瑞希
- 2013 《救命病棟24時5》  - 桂木藍子（第5、6話）
- 2013 《恋愛ドラマをもう一度》  - 坂井ひとみ（兩集）
- 2013 《深夜烘焙坊》 - 暮林美和子
- 2013 《太陽の罠》 - 長谷川葵
- 2014 《隠蔽捜査》 - 畠山美奈子（第6、7話）
- 2014 《埋もれる》 - 田島由香
- 2014 《パンドラ〜永遠の命〜》 -田代めぐみ
- 2014 《死神君》 - 高山里奈（第6話）
- 2014 《昼颜～平日午后3点的恋人们～》 - 北野乃里子
- 2014 《戦う女》（2014年11月7日，富士電視NEXT） - 由香（第4話）
- 2015 《那個男子，是高意識系（日语：その男、意識高い系。）》（2015年3月3日 - 4月21日，NHK BS Premium）主演 - 坪倉春子
- 2015 《婚活刑事》（2015年7月2日 - 9月，讀賣電視台）主演 - 花田米子[5]
- 2016 《別讓我走》（2016年1月 - 3月，TBS電視台） - 堀江龍子
- 2016 《營業部長 吉良奈津子》（2016年7月 - 9月，富士電視台） - 坂部深雪
- 2017 《相棒 season15》（2017年1月，朝日電視台）- 若月詠子（第10話）
- 2017 《時尚熟女生死鬥》（2017年7月 -  9月，富士電視台） - 沖田江里
- 2018 《平成細雪》（2018年1月，NHK）- 蒔岡雪子
- 2018 《更喜歡明日的你》（2018年1月，朝日電視台）- 里川茜
- 2018 《CHIEF〜警視廳IR分析室〜》（2018年4月，朝日電視台）- 泉本乃梨子
- 2019 《被盜的臉》（2019年1月，WOWOW）- 千春
- 2019 《坡道上的家》（2019年4月，WOWOW）- 芳賀六實
- 2019 《惡毒女兒，聖潔母親》（2019年8月，WOWOW） - 寺崎淑子（最終話）
- 2019 《夏洛克：未敘之章》 （2019年10月21日，富士電視台） - 市川利枝子（第3、11話）
- 2019 《Grand Maison東京》（2019年10月，TBS電視台）- 遠藤凪子（第8、11話）
- 2020 《警視廳・搜查一課長 正月SP》（2020年1月，朝日電視台）- 陣内綾
- 2020 《70歲生第一個孩子》（2020年4月，NHK BS Premium）- 黃櫻豐子
- 2021 《X光室的奇蹟II～放射科的診斷報告～》（2021年11月，富士電視台）- 池田しずく（第7、9、10話）
- 2022 《東京風雲》（2022年4月，HBO Max、WOWOW）- 美咲
- 2023 《Last Man-全盲搜查官-》（2023年5月，TBS電視台）- 真鍋美雪（第4話）
- 2023 《CODE-願望的代價-》（2023年8月，日本電視台）- 小島明日香（第6、7話）
- 2023 《幽游白書》（2023年12月，Netflix）- 浦飯溫子
- 2024 《編舟記》（2024年2月，NHK BS・NHK BS Premium 4K）- 渡瀨凜子
- 2024 《白暮編年史》（2024年3月，WOWOW）- 按察使薰子
- 2024 《再見的延續》（2024年11月，Netflix）- 立石みどり
- 2025 《TRUE COLORS》（2025年1月，NHK BS・NHK BS Premium 4K）- 黑澤涼子
- 2025 《大追跡〜警視廳SSBC強行犯係〜》（2025年7月，朝日電視台）- 星野ゆかり（第2話）

### 配音
- 最终幻想系列（蒂法·洛克哈特）
  - 最终幻想VII：降临之子
  - 最终幻想VII：降临之子 完全版
  - 地獄犬的輓歌：最終幻想VII
  - 最終幻想 紛爭012
  - 最终幻想VII 重制版
  - 最終幻想 紛爭NT
- 王國之心 II（蒂法·洛克哈特）
- AKB48心程纪实3：少女眼泪的背后（旁白）

## 外部連結
- 伊藤步官方網站 （页面存档备份，存于）
- Mean Machine官方網站 （页面存档备份，存于）
- 伊藤步的Instagram帳戶